# Marc’Antonio Ingegneri
Marc’Antonio Ingegneri (Schreibweisen auch Ingegnieri, Ingignieri, Ingignero, Inzegneri; * 1535 oder 1536 in Verona; † 1. Juli 1592 in Cremona) war ein italienischer Komponist der späten Renaissance. Obwohl er die meiste Zeit seines Lebens in Norditalien arbeitete, wird er wegen seiner stilistischen Ähnlichkeit mit Palestrina oft als Mitglied der Römischen Schule der polyphonen Kirchenmusik betrachtet. Er ist auch berühmt als Lehrer Claudio Monteverdis.

## Leben

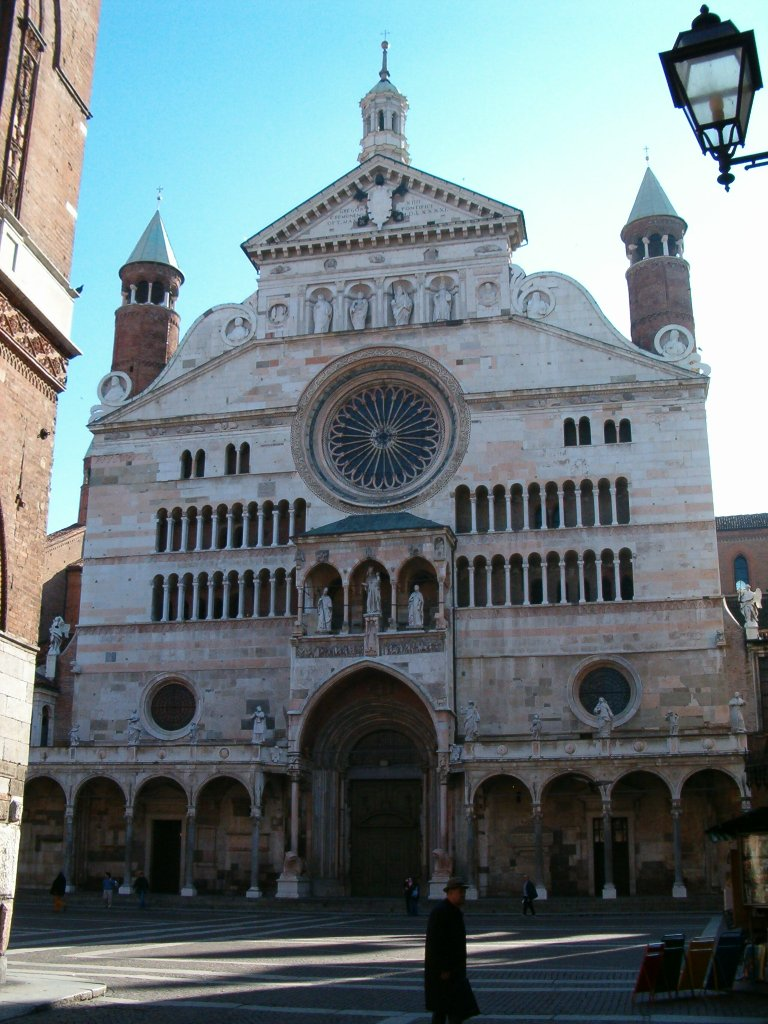
Der Dom von Cremona, Wirkungsstätte von Marc’Antonio Ingegneri

Nicht viel ist über sein frühes Leben bekannt, aber er hatte wohl Familie aus Venedig, und wahrscheinlich studierte er bei Cyprian de Rore in Parma und bei Vincenzo Ruffo in Verona. Irgendwann um 1570 zog er nach Cremona und erwarb sich dort einen guten Ruf als Komponist und Instrumentalist. Er war möglicherweise Organist und ist als Streicher nachgewiesen. Im Jahr 1581 wurde er maestro di cappella der dortigen Kathedrale, und anscheinend blieb er für den Rest seines Lebens in dieser Position. Während dieser Amtszeit wurde Claudio Monteverdi sein Schüler, der wichtig für den Übergang in die Barockzeit wurde.
Ingegneri war eng befreundet mit Bischof Niccolò Sfondrati, dem späteren Papst Gregor XIV., der eng mit den Reformen der Gegenreformation und dem Konzil von Trient verbunden wird, und dieser Einfluss ist in seiner Musik gegenwärtig, die in der Regel die Vereinfachung und Klarheit des Palestrina-Stils zeigt. Tatsächlich wurde sein Buch der 27 Responsoria lange Zeit fälschlich Palestrina zugeschrieben. Doch einige seiner Musik ignoriert die reformistischen dicta des Konzils vollkommen, am augenfälligsten seine vierstimmige Motette Noe noe, ein invertierter Doppelkanon, bei dem es eines überaus leistungsfähigen Ohres bedürfte, um den Text herauszuhören – und Textverständlichkeit war eine der Hauptforderungen, die das Konzil von Trient an jeden Komponisten sakraler Polyphonie stellte.
Seine Messen sind schlicht, kurz und relativ homophon, und übertreffen Palestrina oft an Klarheit und Einfachheit. Seine Madrigale tendieren dazu, eher konservativ zu sein, und ignorieren freiheraus die Innovationen von Komponisten wie Luzzaschi und Marenzio, die um die gleiche Zeit mit lebendiger Chromatik und Wortmalerei experimentierten.
Er schrieb zwei Bücher von Messen, 1573 und 1587, mindestens drei Bücher von Motetten (einige sind möglicherweise verloren gegangen), sowie acht Bücher vier- bis sechsstimmiger Madrigale.